# Paolo Emilio Demi

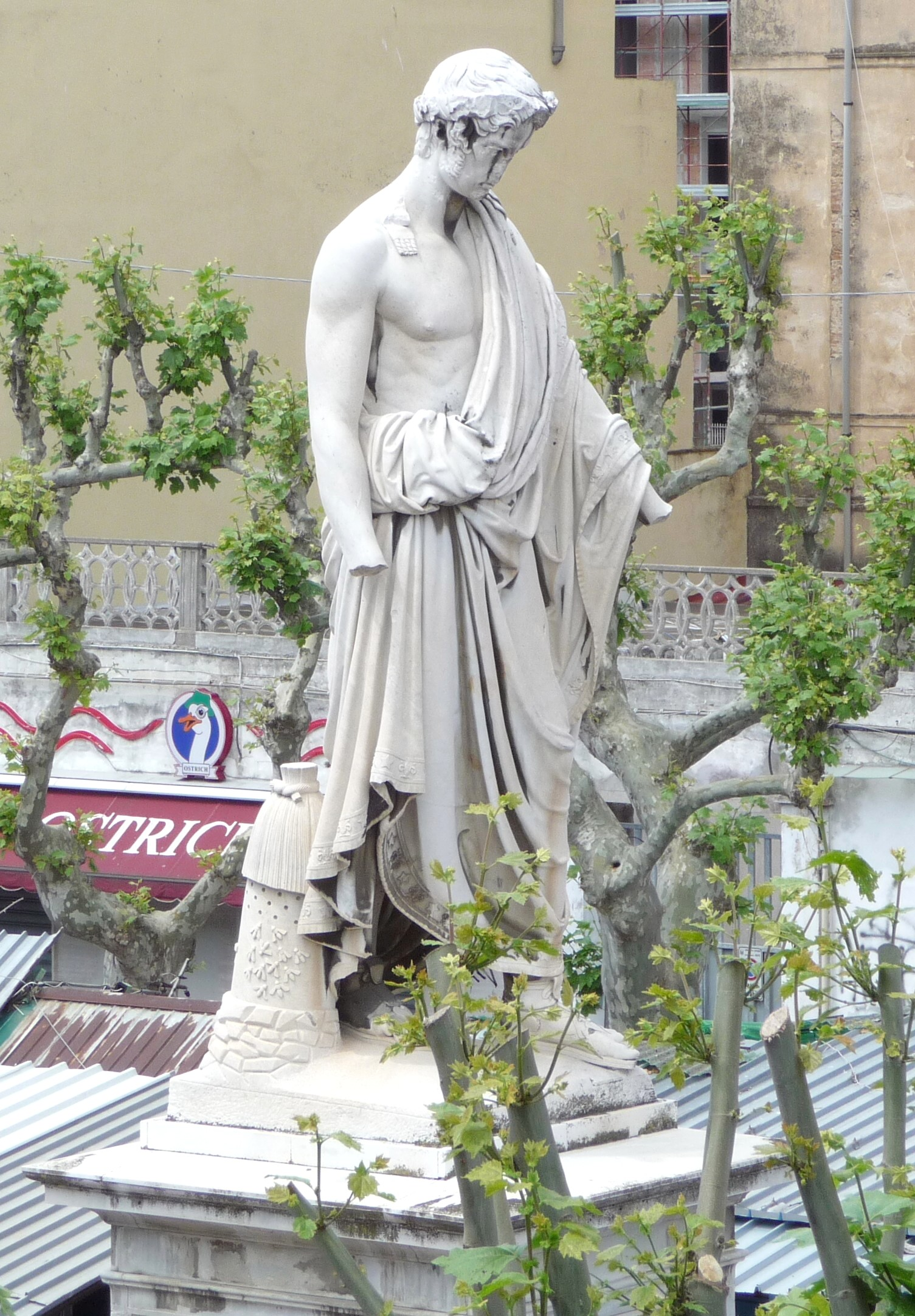
Monumento a Leopoldo II, Livorno

Paolo Emilio Demi (Livorno, 23 agosto 1798 – Livorno, 8 maggio 1863) è stato uno scultore italiano, tra i principali esponenti della scuola neoclassica in Toscana.

## Biografia

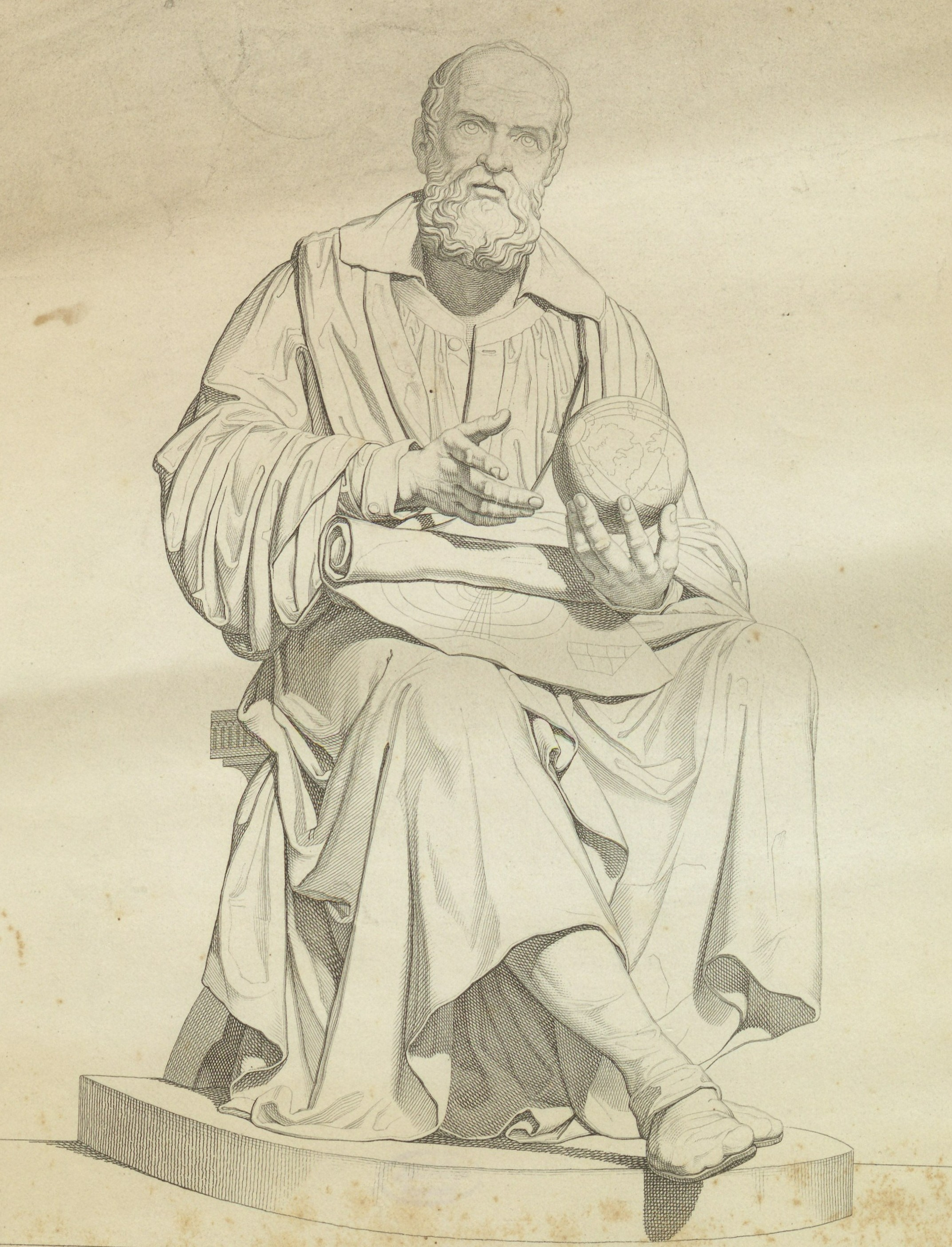
Disegno della statua di Galileo Galilei

Si formò in ambiente accademico e lavorò soprattutto nella città natale, dove, negli anni quaranta del XIX secolo, realizzò il monumento a Leopoldo II per la nuova piazza dei Granduchi (oggi della Repubblica), che però, danneggiato durante i moti del 1849, fu rimosso e collocato dopo oltre un secolo in piazza XX Settembre.
Altre opere furono eseguite per la chiesa di San Gregorio (oggi conservate nella chiesa del Soccorso), per quella di San Benedetto e per il Cimitero greco-ortodosso.
Nel 1836 espose all'Accademia di Belle Arti di Firenze il primo modello in gesso della Madre educatrice, opera che entro il 1846 fu scolpita in marmo, anche se rimase incompiuta in alcune sue parti; dapprima fu ospitata nella medesima chiesa del Soccorso e nel 1865 fu trasportata nell'Asilo Grabau, sempre a Livorno, mentre, nel 1950, dopo essere stata dotata di un nuovo piedistallo, fu spostata nella Villa Fabbricotti.
A Pisa realizzò la statua di Galileo Galilei per l'Università (1839), una delle sue opere migliori, mentre a Firenze eseguì la scultura di Dante Alighieri per la Galleria degli Uffizi (1842).
Morì in condizioni di povertà e fu sepolto nel cimitero di Salviano, a Livorno. In seguito la salma dello sculture fu trasferita nel Famedio del Santuario di Montenero, dove riposa ancor oggi.